# Sandra Ferger
Sandra Ferger (Remscheid, 14 de agosto de 1991) es una jugadora de voleibol y voleibol de playa alemana. En voleibol convencional de salón milita en la segunda división. En voleibol de playa ha estado jugando en la serie de torneos nacionales más altos desde 2014.

## Carrera

### Carrera de voleibol de salón
Comenzó su carrera en 2002 en su ciudad natal en Remscheider TV.  A los catorce años llegó desde el juvenil al primer equipo, que jugaba en la liga nacional. En la temporada 2009/10 compitió con el SV Bayer Wuppertal en la Oberliga. En SG Langenfeld, la jugadora estuvo activa en la siguiente temporada en la liga regional.
En 2011, Ferger se mudó al club de la Bundesliga Bayer 04 Leverkusen. En la temporada 2013/14 jugó con el Leverkusen en Segunda División Norte. En 2014 regresó a Langenfeld, donde jugó una temporada en la Tercera División Oeste y al mismo tiempo se preparó para el voleibol de playa. En 2015 se mudó al equipo de la liga regional VC Allbau Essen. Con el club, ascendió a la Tercera Liga Oeste en 2016 como campeona de la Regionalliga Oeste y a la 2.ª División en 2017. Bundesliga Norte. Tras descender a la tercera división en 2018, volvió a ascender de inmediato con el Essen 2019. Continuó jugando para Essen en la temporada 2020/21.

### Carrera de voleibol de playa

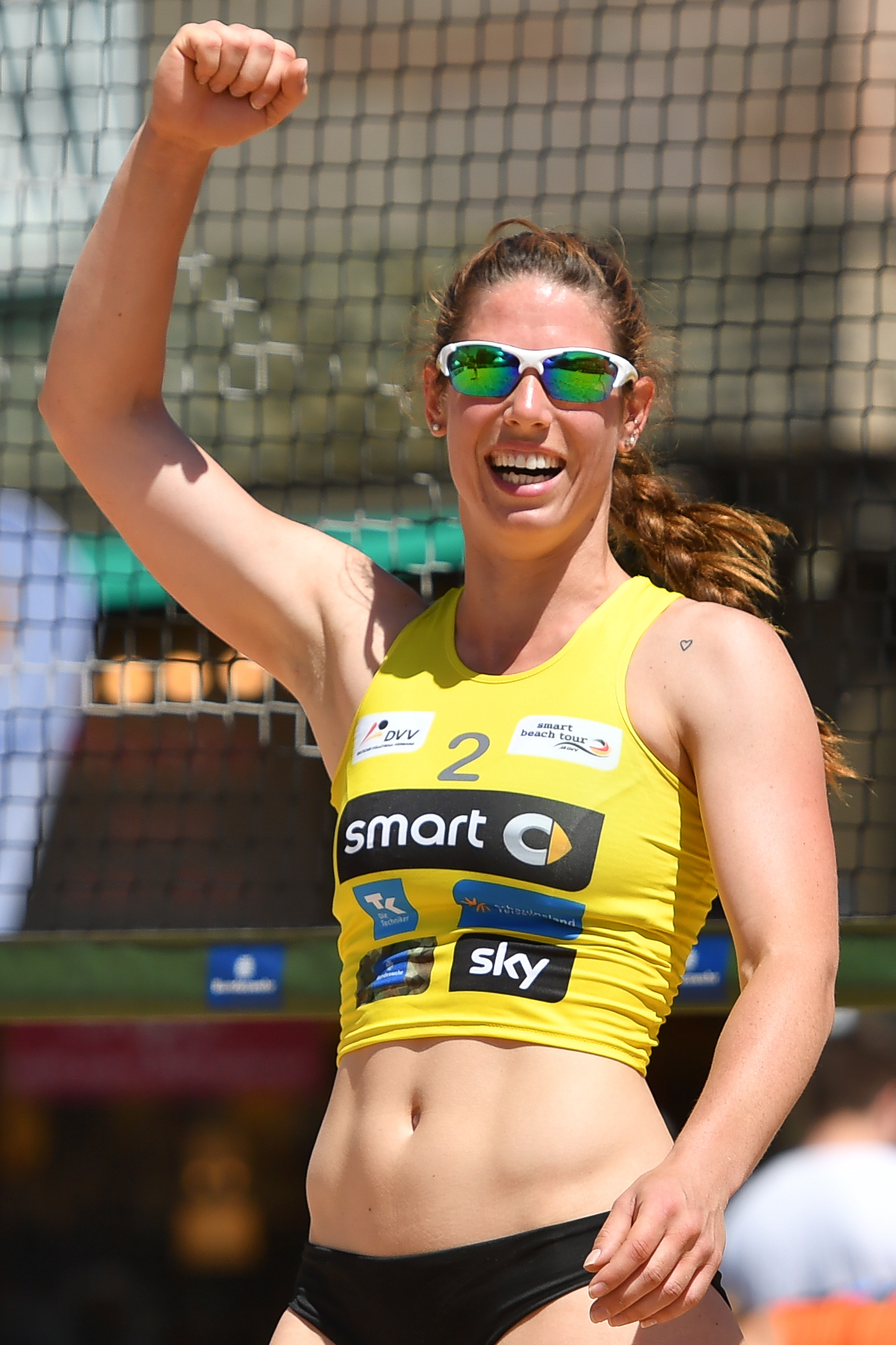
Ferger en el Smart Beach Tour en Núremberg en 2017.

Ferger jugó sus primeros torneos nacionales de voleibol de playa en 2012 con Lisa Schreiner. Desde 2013 compitió con Laura Walsh. Al año siguiente, estuvo activa en el Smart Beach Tour por primera vez, pero no superó la calificación. En 2015 entró por primera vez en el cuadro principal con Melanie Preußer en Núremberg y terminó séptima. En 2016 terminó 13º con Constanze Bieneck en Münster y con Stefanie Klatt en Dresde. Completó otros torneos del Smart Beach Tour ese año con Anne Matthes, siendo el noveno lugar en Duisburgo el mejor resultado.
En 2017, Ferger formó dúo con Sarah Schneider. Ferger/Schneider logró numerosos resultados entre los diez primeros en la gira, incluido un tercer lugar en Núremberg y un cuarto lugar en Núremberg y Hamburgo. Los resultados los clasificaron para el Campeonato Alemán de 2017, donde fueron eliminados en la primera ronda por Borger/Kozuch.

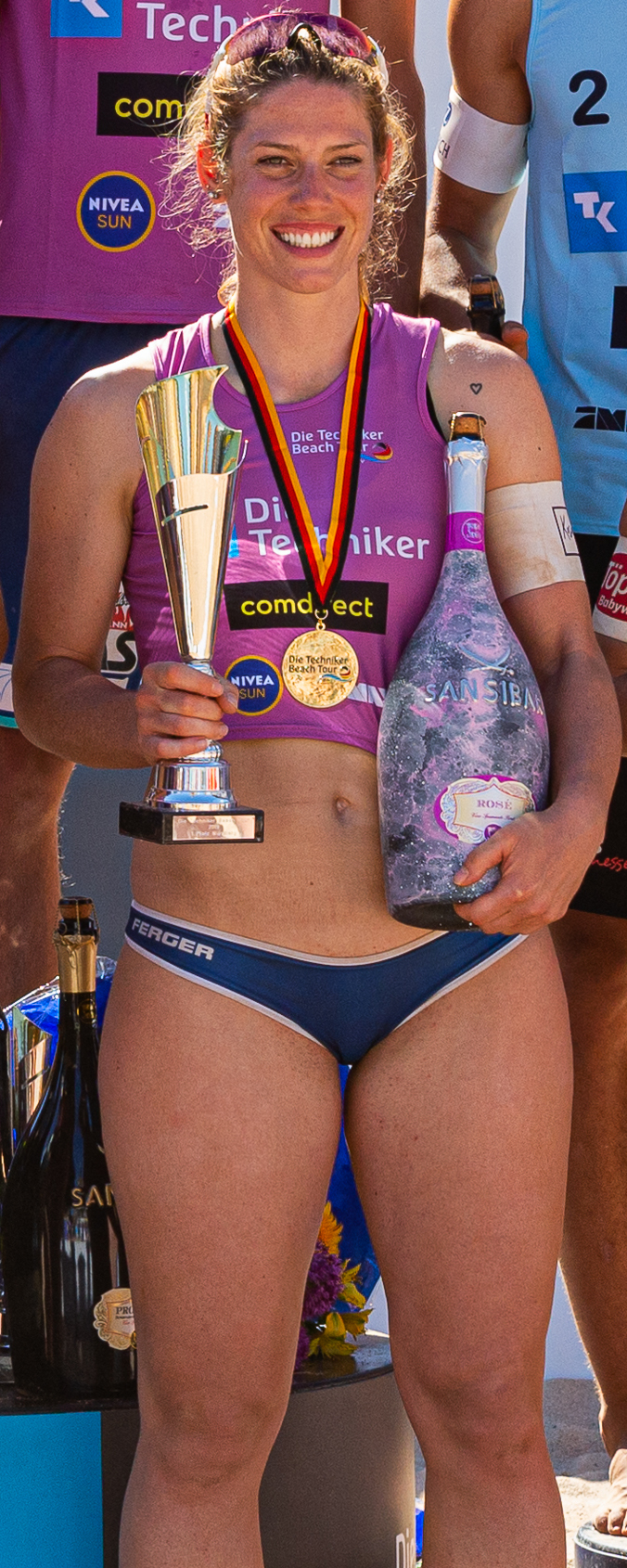
Ferger en el Techniker Beach Tour en 2019.

Desde 2018 forma dúo con Christine Aulenbrock. Aulenbrock/Ferger siempre estuvieron entre las diez primeras en el Techniker Beach Tour y lograron el cuarto lugar en Sankt Peter-Ording como su mejor resultado. En el campeonato alemán fueron eliminadas en los octavos de final y terminaron novenas. En el Techniker Beach Tour 2019 ganaron el torneo en Núremberg y siempre llegaron al menos en noveno lugar. Sin embargo, el campeonato alemán de 2019 terminó para ellas en la fase de grupos.
En 2020, Aulenbrock jugó en la Beach-Liga durante dos días como suplente de Kim Behrens. En el Comdirect Beach Tour 2020, Aulenbrock/Ferger se clasificaron para el campeonato alemán justo en el primer torneo en Düsseldorf y luego jugaron en el torneo de los mejores equipos. En los octavos de final de DM perdieron contra Borger/Sude. En la primera edición del German Beach Trophy en enero/febrero de 2021, quedaron terceras en la ronda principal de la final, que perdieron ante las austriacas Nadine y Teresa Strauss. En marzo también compitieron en la segunda edición del German Beach Trophy. A principios de septiembre alcanzaron el cuarto lugar en el campeonato alemán. En el German Beach Tour 2022, Aulenbrock/Ferger ganaron el torneo en Múnich después de dos quintos lugares en Düsseldorf. En el campeonato alemán volvieron a ser cuartas.